# 夕張 (軽巡洋艦)
夕張(ゆうばり / ゆふばり)は、日本海軍の二等巡洋艦(軽巡洋艦)。艦名は、夕張川（石狩川の支流）に由来する。1隻のみの建造で、同型艦はない。主砲・発射管を全て中心線上に配置し、2890トンの船体に5500トン型の軽巡洋艦と同等の砲備雷装を備え、速力も同等だった。建造当時、世界の海軍から注目され、設計者の平賀譲大佐(当時のち将官)の名を一躍有名にした艦であった。

## 概要

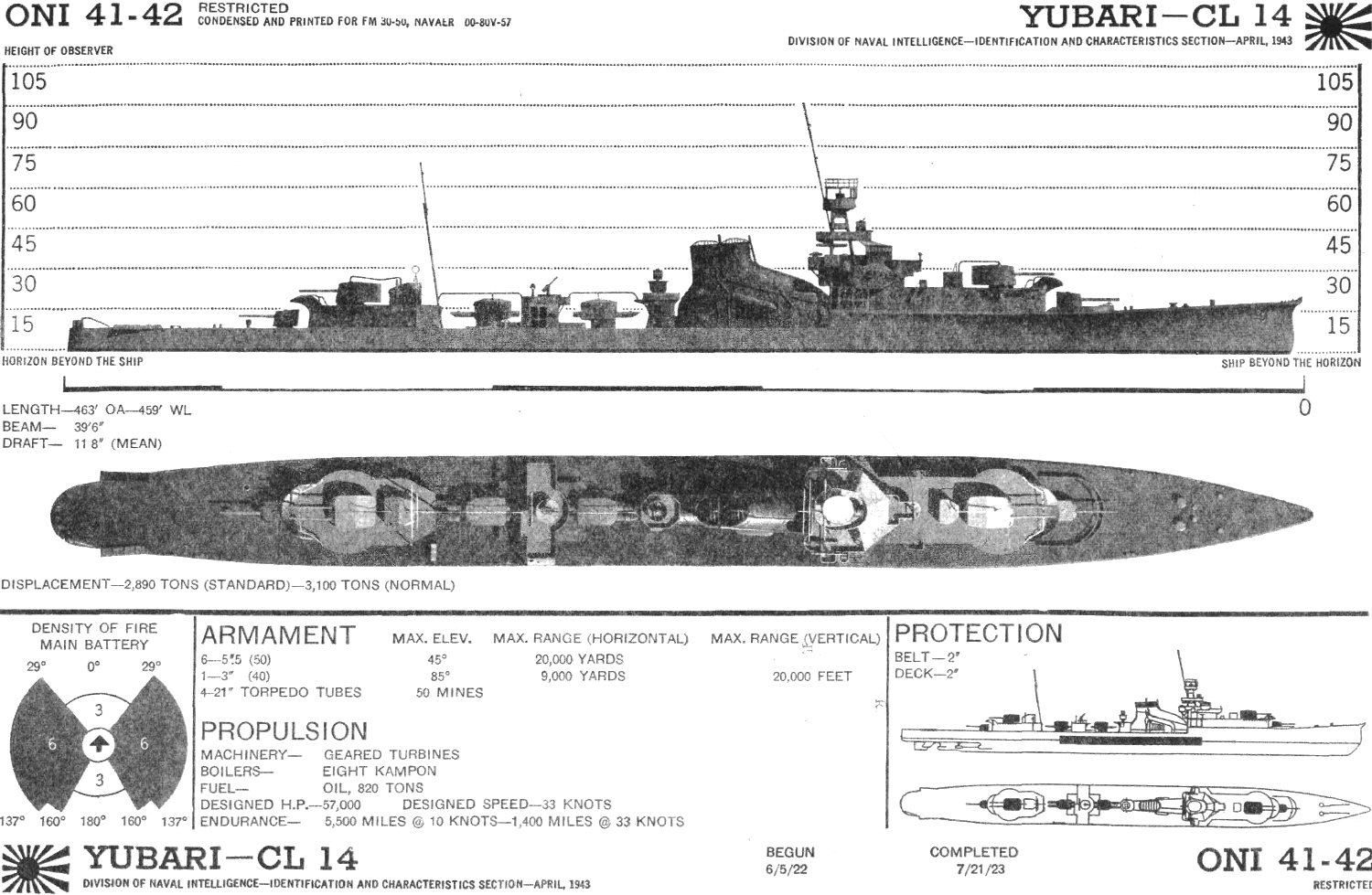
夕張の武装・装甲配置（1943年アメリカ海軍作成の艦艇識別表）

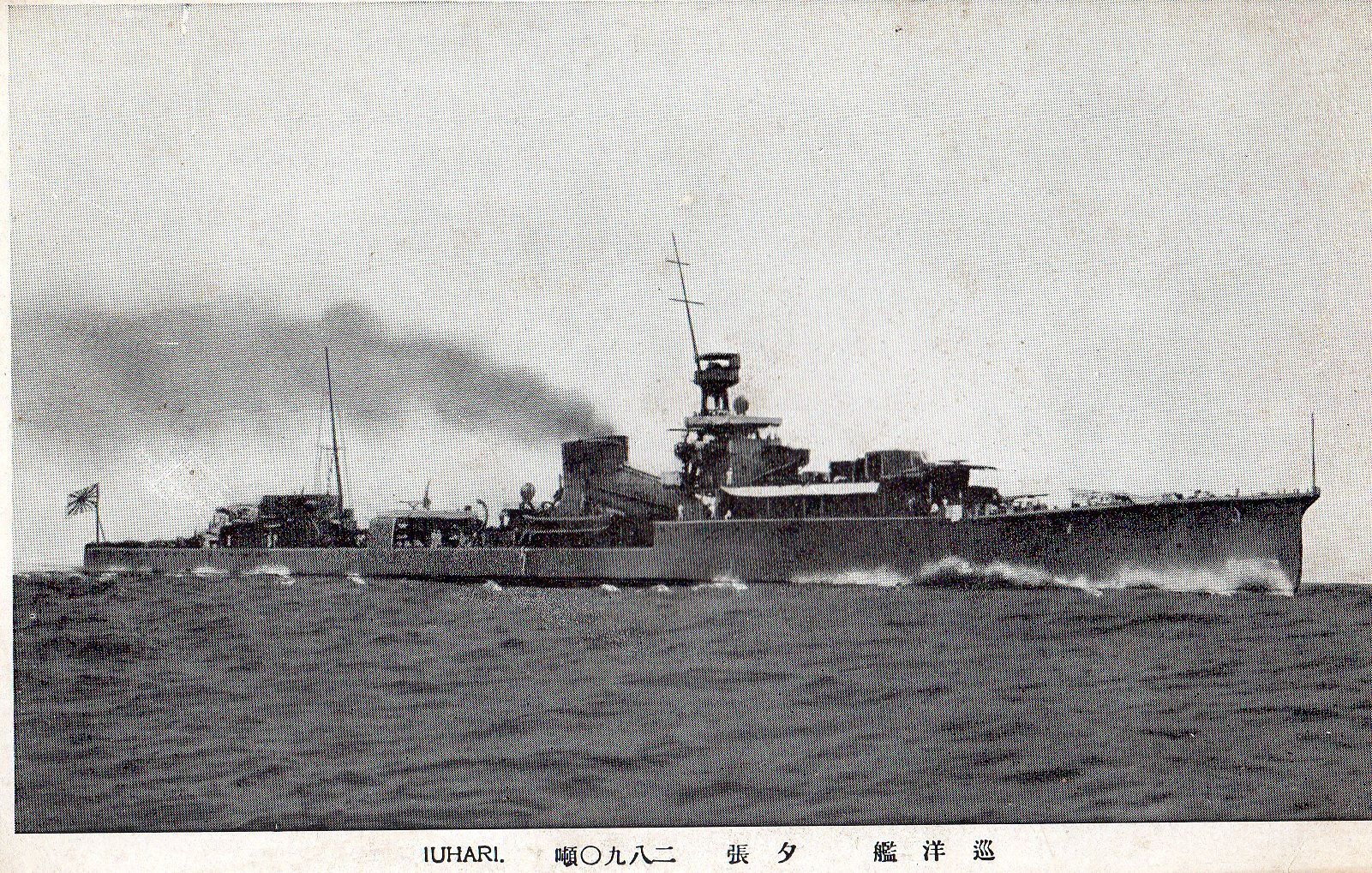
航行する夕張の写真とともに基準排水量2,890トンが記されたポストカード

軍艦（ぐんかん）夕張（ゆふばり / ゆうばり）は、日本海軍が佐世保海軍工廠において1922年（大正11年）6月から1923年（大正12年）7月にかけて建造した軽巡洋艦（二等巡洋艦）。
設計は平賀譲ら。当時の不況の中での海軍予算の逼迫により、球磨型をはじめとする5500トン型軽巡洋艦（球磨型軽巡洋艦、長良型軽巡洋艦）と同等の戦闘力をできるだけ小型の艦に詰め込むことを目標とし、3,100トン の小さい船体ながら砲力、雷力等の攻撃力は同等であった。
これら今までになかった新機軸は、軽巡洋艦のイメージを一新させるものであった。海外の反響も大きく、ジェーン海軍年鑑に特記項目付きで掲載されるなど各国関係者を驚かせた。平賀譲の才能が遺憾なく発揮された、海軍史上特筆される艦とされる。
しかし、夕張は小型艦であるため航続力は劣り（峯風型駆逐艦が14ノットで3,600海里に対して夕張は14ノットで3,300海里だった）、また小型の船体に重武装・高速性を追求したため船体の余裕に欠けていた。5500トン型軽巡洋艦が改装で航空機を搭載できたのに対し夕張では不可能であり、大きな欠点となった。太平洋戦争後半では防空力強化のため主砲2門を撤去せざるを得なかった。このように、夕張の設計は後年の軍艦に対する要求に十分に応えられない部分もあったが、ワシントン海軍軍縮条約等の制限下で建造された古鷹型重巡洋艦（加古級巡洋艦） 以降のコンパクトな艦体に重武装を施す設計思想の礎となった。以上のことから、夕張は言わば「実験艦」として、その建造意義は大きかったといえる。

## 略歴
軍艦（軽巡洋艦）夕張は1923年（大正12年）7月31日、佐世保海軍工廠で竣工。同年10月10日、摂政宮裕仁親王（後の昭和天皇）が関東大震災後の横須賀視察を行うにあたり、夕張は摂政宮御召艦となった。支那事変（日中戦争）従軍中の1937年（昭和12年）9月中旬、駆逐艦2隻（追風、疾風）と共に珠江を遡上、虎門要塞近海で中華民国海軍の巡洋艦と交戦、撃沈する。
1940年（昭和15年）11月15日より、夕張は第四艦隊麾下の第六水雷戦隊に所属、同水戦の旗艦として行動する。
1941年（昭和16年）12月の太平洋戦争開戦と同時にウェーク島攻略戦に従事するが、12月11日の第一次攻略作戦で所属艦2隻（疾風、如月）を喪失する。第二次攻略作戦では夕張副長以下、乗組員を海軍陸戦隊としてウェーク島に派遣した。
1942年（昭和17年）1月下旬より、ラバウル攻略戦、ニューギニア攻略戦に従事。3月10日、ラエ・サラモアへの空襲で夕張は損傷し、輸送船団も大損害を受けた。トラック泊地で応急修理を実施。5月上旬の珊瑚海海戦では、MO攻略部隊（輸送船団）の護衛に従事。5月下旬、内地に戻って修理をおこなう。
6月5日のミッドウェー海戦敗北後、日本海軍は航空基地建設を重要視 するとともにソロモン諸島やニューギニア島での作戦を活発化、第六水雷戦隊も同方面任務に投入される。
同年7月10日に第六水雷戦隊が解隊されると、第二海上護衛隊に編入された。ソロモン諸島で行動中の8月上旬、連合軍はウォッチタワー作戦を発動、ガダルカナル島の戦いがはじまる。第二海上護衛隊の2隻（夕張、夕凪）は第八艦隊（旗艦鳥海）の指揮下に入り、重巡洋艦部隊と共にガダルカナル島に突入、第一次ソロモン海戦で活躍した。8月下旬より中部太平洋諸島で行動し、第二海上護衛隊の任務に従事。12月9日、夕張は横須賀に戻った。
1943年（昭和18年）3月まで修理を実施。ラバウル進出後の4月1日、第八艦隊（外南洋部隊）に編入。6月末から生起したニュージョージア島攻防戦従事中の7月5日、ショートランド泊地で機雷により損傷。内地にもどり、10月まで修理した。11月よりラバウルを拠点に行動。先の夜戦で沈んだ軽巡川内にかわり、11月8日より第三水雷戦隊の旗艦となる。夕張は三水戦各艦と共に、最前線での輸送作戦に従事した。12月2日、三水戦司令部はラバウル陸上に移動。夕張はトラック泊地に後退したあと、五月雨と共に横須賀へ帰投する。
1944年（昭和19年）3月下旬、修理を終えた夕張は松輸送（東松三号船団）に従事した。4月中旬以降、西カロリン諸島の輸送作戦に従事。しかし、パラオ諸島方面で行動中の4月27日、夕張はアメリカの潜水艦ブルーギルの雷撃で大破。駆逐艦五月雨と夕月により救援作業中、4月28日に夕張は浸水が進行して沈没した。

## 計画・建造
八四艦隊案での巡洋艦建造計画(天龍型6隻と7,200トン型軽巡3隻)は、1918年(大正7年)に5,500トン型9隻(球磨型5隻、長良型4隻)に計画変更になった。
そのうち最後の1隻は更に計画が変更され試作巡洋艦(夕張)として建造された。
最終的には佐世保海軍工廠で建造された が、イギリスの造船所に発注する案もあった。
建造は起工から竣工までわずか1年2カ月ほどであり、艦の実績を確認するため特急工事で建造を進めたと言われている。

## 艦名
夕張の艦名は、2等巡洋艦の命名慣例である川の名に従い北海道を流れる石狩川の支流である夕張川にちなんで名づけられた。
当初の仮名は綾瀬としていたが、名前に「瀬」を使う艦はあまり艦命が良くないという話があった
(例えば初瀬等)。
艦政本部では加茂(かも)と木津(きづ)を提案したが、加茂(kamo)はローマ字にすると既に艦名として使われている球磨(kuma)に近く、木津の方は傷(きず)と響きが同じとの意見が出た。
北海道の河川名が無い事に遺憾の声もあり、
候補艦名として北海道の河川名である夕張(ゆうばろ/ゆふばろ)と名寄(なよろ)が内定した。
この読みでは川名を連想させず一般的な読みでもない、と艦政本部から意見があり
読みは「ゆうばり/ゆふばり」と「なより」に変更して
治定を仰ぐ。
最終的に艦名は夕張(ゆうばり/ゆふばり)になった。

## 艦型
基本計画主任は平賀譲造船大佐、藤本喜久雄造船少佐が詳細設計を行い、
基本計画番号はF42。
基本計画番号のFは駆逐艦の設計に用いられるアルファベットであり、
船体、艤装、機関などが駆逐艦式の考えで設計された。

### 兵装
主砲は、5500トン型軽巡洋艦と同じ14cm砲であるが、砲塔類似の形式の連装砲を2基4門搭載し、単装砲2基2門と合わせて合計4基6門を全て中心線上に搭載した。5,500トン型より搭載砲は1門減少したが、片舷に指向できるのは主砲6門、首尾線上3門で、砲力は同等であった。魚雷発射管の間には、四十口径三年式八糎高角砲を1門搭載した。これも5,500トン型が2門を舷側に装備したのに対して、両舷に指向できることから、同等の対空能力を有した。
魚雷発射管も、61cm連装発射管2基を中心線に搭載したため雷撃力は4射線となり、連装4基を舷側に装備した5,500トン型と同等の能力になった。
その他の兵装として、当時の日本海軍巡洋艦が通常装備していた1号機雷の敷設設備を後部甲板部に設け、機雷48個を搭載した。
搭載・敷設の方法は、5,500トン型などのような機雷敷設軌道は設置せず、艦尾に半埋め込み式の機雷格納筺を設置し、艦尾端に6カ所の水密扉があり、そこから機雷を敷設した。

### 装甲

断面図

夕張は防御面では日本海軍の軽巡洋艦で初めて防御甲鈑を設け、19mmHT甲鈑(高張力甲鈑)による船体外板のさらに内側に38mmのNVNC甲鈑(ニッケル・クローム鋼均質甲鈑)をインターナル・アーマー形式で装着し、また上甲板には25mmのNVNC甲鈑を取り付けた。
これにより舷側を突破した砲弾の破片を後方の粘り強いNVNC甲鈑で受け止める形となり、瞬発弾であれば川内型より優秀と平賀譲自身が評価している。
また装甲となるNVNC甲鈑は船体構造の一部とされ、船体重量の軽減に役立っている。

### 機関
機関も駆逐艦形式として小型軽量化が図られた。
主缶(ボイラー)は第1缶室に小型缶2基、第2缶室に大型缶4基、第3缶室に大型缶2基、合計8基を搭載する。
主機(メイン・エンジン)は神風型駆逐艦に搭載したのと同じ三菱パーソンズ式ギヤード・タービンを3基搭載し3軸推進となった。
燃料は重油のみの計画であったが、竣工時の主缶は重油専焼ではないという意見もある(これは海軍が水雷戦隊旗艦としてだけでなく、偵察巡洋艦としても使用したいと考え、石炭の使用で航続距離を伸ばす意図があったと思われる)。
この点について石炭の搭載実績はあるが搭載量・消費量共に少なく、また航海中は重油のみを使用している。
航行に使用する主缶(メイン・ボイラー)は重油専焼であり、
烹炊室及暖房用補助缶(ドンキー・ボイラー)を搭載していた。

### その他
艤装面では艦橋は塔型の構造を初めて採用し、2本の煙突を屈曲させて上部でまとめた誘導煙突を採用した。
その他に従来では士官居住区はイギリス海軍の伝統と同じく艦後部に設けていたが、これを艦橋直下に移動させた。
これにより艦橋と士官居住区の連絡が便利になり、以後建造の日本海軍艦艇の標準となった。

## 艦型変遷

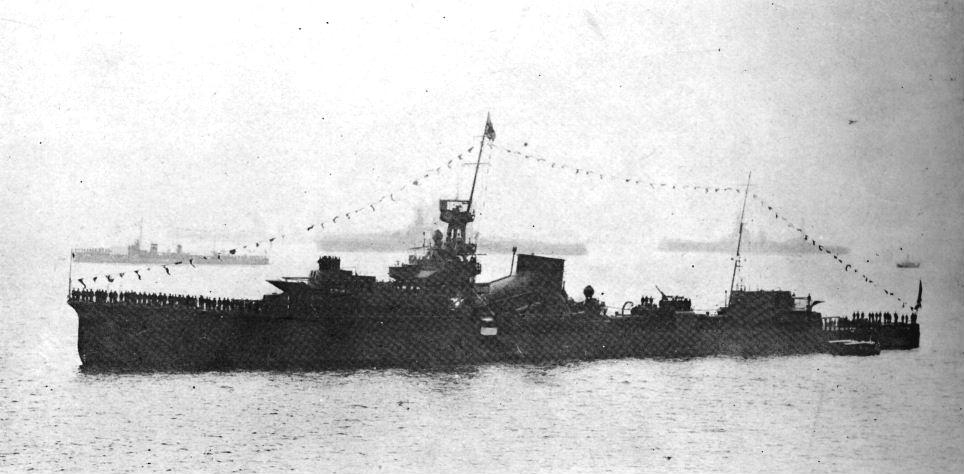
1930年頃

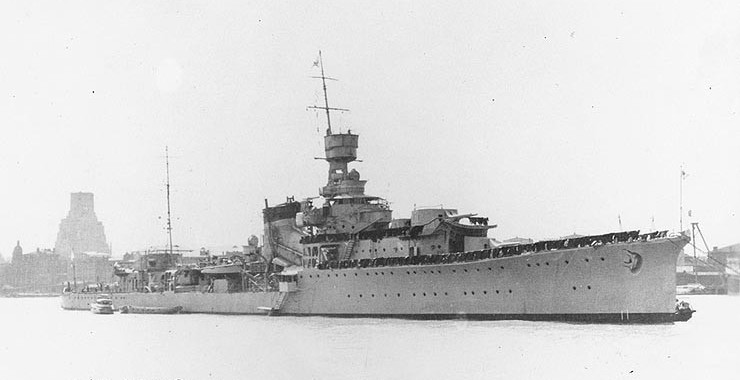
1937年上海にて

### 開戦まで
夕張は大規模な改装は最後までなかったが、
改装は毎年のように行われている。
そのうち主な変更点は以下の通り。
- 1924年(大正13年)夏、排煙の逆流を防ぐために煙突頂部を(2.8m[注釈 5])延長[74][75]。
- 1931年(昭和6年)、作戦室新設や無線装置の改装など[75]。
- 1932年7月、魚雷発射管に盾をつける[74][75][76]。
- 1934年(昭和9年)半ばまで、8cm高角砲を撤去、その跡に13mm連装機銃1基と5cm礼砲2門を設置。機雷敷設装置の撤去[75]。
- 1941年(昭和16年)の開戦までに、13mm連装機銃2基になったと推定される[77]。

なお大正末から昭和の初めまでは観測気球の係留装置が艦尾に装備されていた。

### 開戦以後
太平洋戦争開戦時の兵装は以下と推定される。
- 14cm連装砲2基、同単装砲2門
- 13mm連装機銃2基
- 7.7mm単装機銃2挺
- 5cm礼砲2門
- 61cm連装発射管2基
- 八年式魚雷定数4本、予備6本(計10本)
- 八一式爆雷投射機2基
- 爆雷投下台2基
- 爆雷18個
- 舷外電路

開戦直後のウェーク島攻略作戦では対空火力の不足に直面し、1942年1月3日から13日のトラック在泊中に5cm礼砲2門を撤去、艦橋横に13mm連装機銃を両舷各1基(計2基)を装備した。
3月25日トラックに入港し、4月1日から11日に間に後部(1番、2番発射管の間の機銃台上)13mm連装機銃2基を25mm連装機銃2基と交換、艦橋に防弾板(天蓋10mmDS鋼、前壁側壁8mm

)を装備した。
代償重量として爆雷投射機2基(装填台、爆雷投下箭も)や6m通船、中錨、旧8cm高角砲支筒、魚雷取り入れ用ダビットとブーム(片舷)、烹炊室及暖房用補助缶などが撤去された。
5月23日横須賀港に帰港し、横須賀海軍工廠で同日から6月19日まで修理を行った。
この時に前後マストを短縮、魚雷頭部に防弾板装備、逆探を装備したと思われる。
第一次ソロモン海戦に参加した夕張は機関故障を起こして中央軸が使用不能となり、12月9日から翌1943年(昭和18年)3月22日まで横須賀海軍工廠で修理が行われた。
この時は、中甲板舷窓の全てを閉塞、艦橋両舷にあった13mm連装機銃を25mm連装機銃に換装したものと思われる。
同年7月5日艦首に触雷、7月30日から10月16日まで横須賀で修理が行われた。
この時は九三式水中聴音機と九三式探信儀を装備、艦橋上の90cm探照灯を撤去して22号電探を装備した。
(艦尾4番砲を撤去し25mm3連装機銃1基を増備した可能性もある。)

### 最終状態
1943年も軽微な損傷が続き、同年11月に横須賀に帰港、12月19日から翌1944年(昭和19年)3月4日まで損傷復旧工事と同時に対空兵装の増備も実施した。兵装増備状況は以下の通り。
- 1番単装砲を撤去し12cm単装高角砲を装備。
- 後部マスト両舷に機銃台を設置し、25mm3連装機銃2基を増備。
- 各所に25mm単装機銃8挺を装備。
- 爆雷投下軌道2条を設置。
- 4番単装砲を撤去し25mm3連装機銃1基を増備した可能性もある。

工事直後の4月27日に戦没しているためこれが最終状態と思われる。
最終時の兵装は要目表を参照のこと。この時の夕張の公試排水量は3,500トン、速力は32ノット程度に落ちていたと思われる。

## 艦歴

### 建造

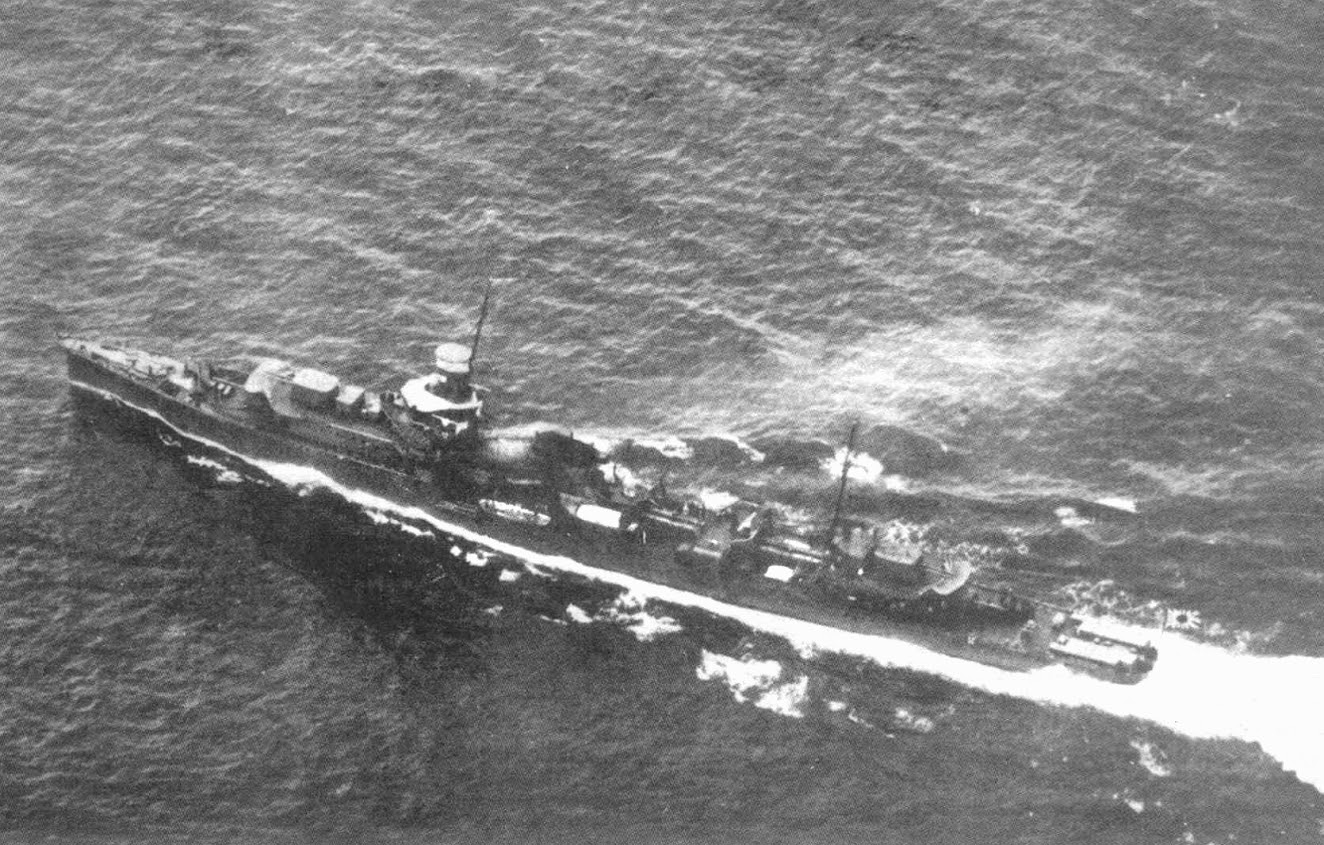
海上公試中の夕張（1923年7月5日）

夕張は1921年(大正10年)12月5日に製造訓令が出され、製造予算は大正10年度(1921年4月1日)から大正11年度(1923年3月31日まで)の2年間。
同年12月23日附達により夕張と命名。
当初は1922年（大正11年）4月1日起工、1923年(大正12年)3月31日竣工の予定だったが、
鋼材の到着が遅れ、
1922年（大正11年）6月5日に佐世保海軍工廠で起工した。
また竣工予定も1923年7月31日に変更された。
竣工後に大演習に参加する予定があり、これ以上延期しないよう軍令部が注文を出している。
同年8月24日艦艇類別等級表で二等巡洋艦に記載。
1923年（大正12年）3月5日午前10時進水、
同年7月31日、竣工。
佐世保鎮守府籍。

### 1923年

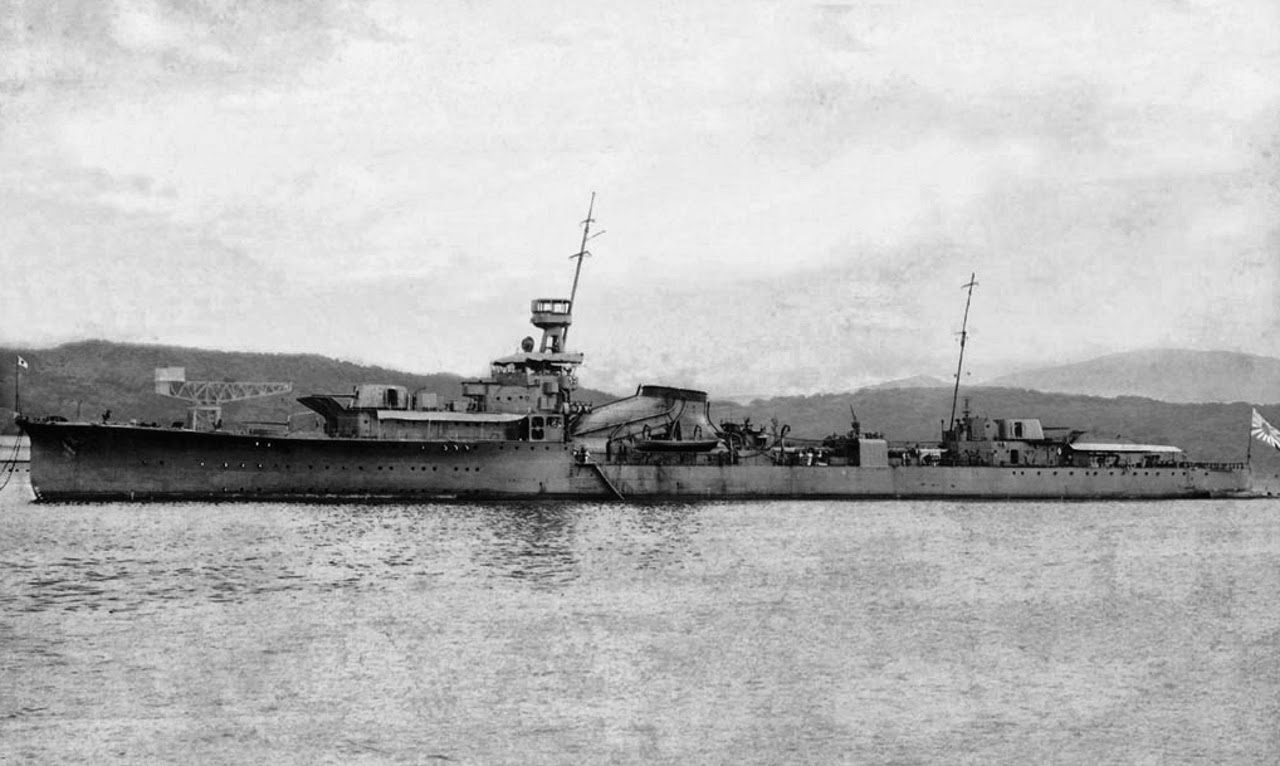
竣工時（1923年7月31日）

竣工からまもない1923年（大正12年）9月1日、関東大震災が発生する。夕張は品川方面において戦艦霧島・比叡、軽巡洋艦北上、名取、木曾、由良等と救援活動を行った。
10月10日、摂政宮裕仁親王（大正天皇皇太子、のちの昭和天皇。当時22歳）は震災で大被害を受けた横浜および横須賀を視察する。摂政宮行幸にあたり、夕張は御召艦になった。
摂政宮は横浜税関岸壁より夕張に乗艦、横須賀軍港に移動した。横須賀海軍工廠（建造中の天城型巡洋戦艦1番艦天城大破中）や横須賀市内を巡視。再び夕張に乗艦し、横浜港に戻った。
12月1日より1年間は第1艦隊・第3戦隊所属であった(1924年12月1日まで)。

### 1924年
1924年(大正13年)3月8日佐世保港を出港、中国方面で行動、3月20日馬公着。
4月4日、高速航続力試験のために佐世保を出港用意中に右舷高圧タービン翼が損傷した。
12月1日予備艦となる。

### 1925年
この年は馬公要港部所属で、1925年(大正14年)1月6日馬公着。
2月24日馬公を出港し厦門方面で行動、3月4日佐世保着。
4月6日横須賀港出港、南洋方面へ遠洋航海。
この時はアメリカ海軍の大演習を無線傍受するため、軍機行動でハワイ方面に行動していた。
母港佐世保の地方紙に”新鋭艦夕張消息不明”の記事が出たという。
6月23日佐世保着。
8月4日馬公に帰港。
8月29日馬公を出港し30日まで金門島へ派遣、9月12日から10月1日迄は仙頭へ、10月7日から中国方面へ、ブラネス・海口・香港などに寄港し10月21日馬公に帰港した。
11月27日馬公を出港(内地へ)。
12月1日に第1艦隊・第1水雷戦隊に編入。

### 1926年
1926年(大正15年)3月24日佐世保を出港し揚子江流域へ進出、4月26日寺島水道に帰着。
1926年(大正15年)12月1日第2艦隊・第二水雷戦隊へ編入(翌1927年(昭和2年)12月1日まで)。

### 1927年
1927年(昭和2年)3月27日佐伯を出港し厦門へ、4月5日馬公着。
4月26日馬公を出港し仙頭・厦門へ、5月6日馬公着。7月、美保関事件が発生した。
12月1日予備艦となる。

### 1931年
1931年(昭和6年)9月4日、佐世保海軍工廠で特定修理。
12月1日より第1艦隊・第1水雷戦隊に編入(1933年(昭和8年)11月15日までの約2年間)。

### 1932年

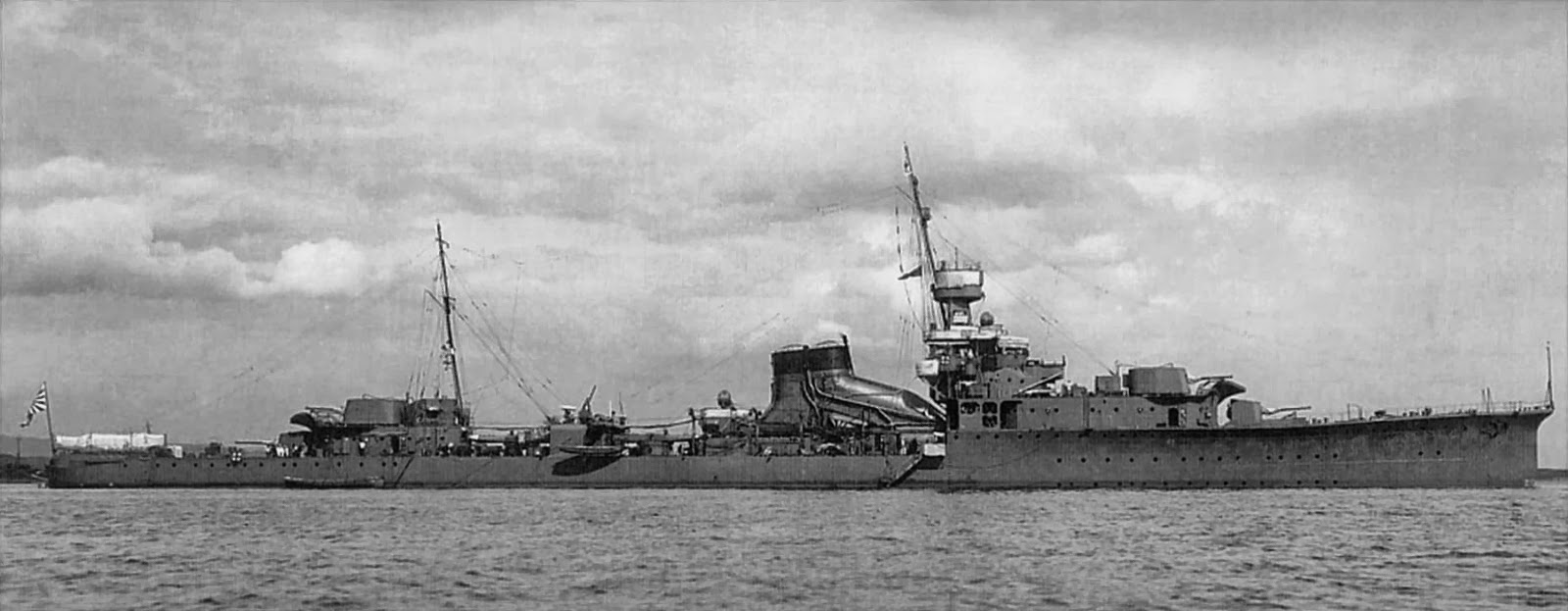
第1水雷戦隊旗艦当時（1932年）

第一次上海事変が発生し、1932年(昭和7年)1月26日に佐世保を出発、
2月2日に夕張を旗艦とする第1水雷戦隊は第3艦隊に編入され(3月20日まで)、
呉淞・上海方面での敵地への砲撃、味方陸上部隊への協力、物資や兵員の輸送などを行った。
3月22日寺島水道（佐世保）に帰着。
事変で船体に若干の被害を受け、佐世保海軍工廠で損傷箇所の補強修理を行う。

### 1933年
1933年(昭和8年)6月25日佐世保発、馬鞍群島へ行き、7月4日基隆着。
7月13日馬公発、南洋方面へ進出し、8月21日木更津沖に帰着。
8月25日の横浜沖大演習特別観艦式に参列した。
11月15日予備艦となり、
12月11日佐世保警備戦隊に編入。

### 1934年
1934年(昭和9年)10月12日、赤軍第8戦隊3番艦として大演習に参加していた夕張は、砲弾命中の判定で二軸運転(中軸停止)、20ノットで航行中、午後8時28分に由良の右舷後部発射管付近に艦首から衝突した。
それにより艦首の先端が変形、艦首付近の3カ所(最前部防水区画、前部釣合庫、麺麭庫)が浸水した。
由良を発見後に後進全速を掛けて殆ど停止の状態で衝突したために大きな被害にはならなかった。
11月15日、佐世保鎮守府から横須賀鎮守府へ転籍、
同日横須賀警備戦隊に編入された。

### 1935年
1935年(昭和10年)7月9日、横須賀海軍工廠で特定修理。
11月15日、第13駆逐隊(若竹・呉竹・早苗)・第16駆逐隊(朝顔・芙蓉・刈萱)と第3艦隊・第5水雷戦隊 を編成した。

### 1936年

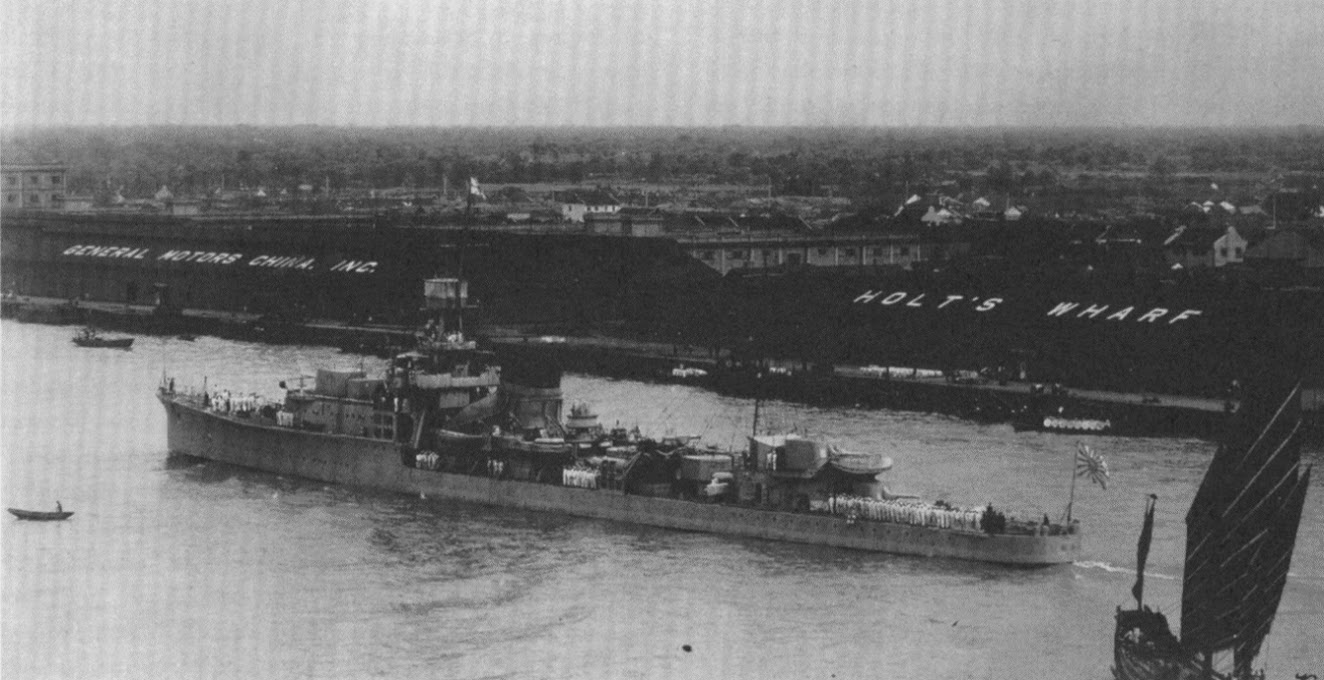
第五水雷戦隊旗艦当時（1936年、中国にて）

1936年(昭和11年)6月3日馬公を出港し油頭・厦門方面へ、6月23日馬公着。
6月30日馬公を出港し、7月14日基隆着。
7月29日馬公を出港し、8月31日旅順着。
9月12日旅順を出港し9月16日馬公着。
同日馬公を出港し、海口・北海方面へ、10月2日馬公着。
10月3日馬公発、揚子江・馬鞍群島・福州・厦門方面へ、10月21日高雄着。
10月25日高雄発、油頭・福州方面へ、11月9日基隆着。
11月30日馬公発、厦門へ、12月3日馬公着。
12月11日馬公発、揚子江・福州方面へ、12月23日馬公着。
12月26日馬公発、福州方面で行動した。

### 1937年
1937年(昭和12年)1月19日馬公着。
2月6日高雄発、2月8日馬公着。
3月7日馬公発、福州・厦門方面へ、3月17日枋寮着。
4月1枋寮発、油頭・厦門方面へ、4月13日馬公着。
4月29日基隆発、5月8日旅順着。
5月23日旅順発、6月20日高雄着。
6月23日馬公発、厦門方面へ、6月27日馬公着。
7月9日馬公発、南支方面へ、8月29日馬公着。
8月31日馬公発、9月9日馬公着。
9月11日馬公発、南支方面へ、9月26日高雄着。
9月29日馬公発、南支方面へ、10月15日馬公着。
10月19日馬公発、南支方面へ、11月15日高雄着。
11月18日高雄発、南支方面へ、12月4日馬公着。
日中戦争時には、夕張は第五水雷戦隊旗艦として中国沿岸の封鎖任務にあたった。1937年(昭和12年)9月13日、夕張は香港西方大産島泊地に到着、第29駆逐隊（追風、疾風）と合流する。翌日、夕張は珠江を遡行、虎門要塞から出撃してきた中華民国海軍肇和級防護巡洋艦「肇和(Chao Ho)」と交戦し、砲撃戦により「肇和」を座礁に追い込んだ。泊地に戻る途中、中華民国空軍ノースロップA-17軽爆撃機とカーチス・ホークⅢ戦闘機の空襲により至近弾を受け、5名の戦傷者を出した。
12月7日予備艦となる。

### 1939年
1939年(昭和14年)3月4日、大湊要港部所属となる。
6月1日予備艦となる。
7月16日、大湊要港部所属となる。
7月20日大湊を出港し、樺太沿岸を行動、10月4日大湊に帰港。
10月10日予備艦となる。

### 1940年
1940年（昭和15年）11月15日、日本海軍は中部太平洋方面の戦力を再編する。第四艦隊に水上機保有の根拠地隊と第六水雷戦隊（軽巡夕張、第29駆逐隊《追風、疾風、朝凪、夕凪》、第30駆逐隊《睦月、如月、弥生、望月》）を編入および増強したほか、司令部を大幅に増員。最新鋭の香取型練習巡洋艦2番艦鹿島を第十八戦隊に加え、同戦隊は巡洋艦3隻（鹿島、天龍、龍田）となった。戦力を増した第四艦隊は、連合艦隊に編入された。

### 1941年
1941年（昭和16年）2月2日、高知沖発。第四艦隊各隊・各艦とサイパン・パラオ・トラック方面を行動し、訓練に従事する。
4月14日、横須賀港に帰港。
4月20日から5月1日まで横浜で入渠。
5月20日、横須賀を出港。25日、第六水雷戦隊は内地を出撃する。第四艦隊各艦や他部隊（第四航空戦隊の空母龍驤、第六艦隊の潜水艦部隊）と共にマーシャル諸島方面で訓練に従事した。
7月5日、聯合艦隊司令長官より南洋常住の電令を受けたため、各艦は南洋に常駐しつつ、交代で内地に戻り修理と整備をすることになった。夕張は内地に戻ることなく、南洋諸島に常駐した。10月25日トラック入港、訓練や臨戦準備を行い、11月29日出港、12月3日ルオットに到着した。ウェーク島攻略部隊は翌日までにルオット島に集結した。

### 第六水雷戦隊
太平洋戦争開戦時、第四艦隊（司令長官井上成美中将、旗艦鹿島）・第六水雷戦隊（司令官梶岡定道少将：旗艦・軽巡夕張）に所属していた。六水戦には第29駆逐隊（追風、疾風、夕凪、朝凪）と第30駆逐隊 (睦月、如月、弥生、望月) が所属していた。
12月8日、開戦と共に第四艦隊はウェーク島に対する攻略作戦を開始した。別働の第29駆逐隊第2小隊（夕凪、朝凪）を除く夕張以下第六水雷戦隊・特設巡洋艦2隻（金龍丸、金剛丸）・哨戒艇2隻、第十八戦隊（司令官丸茂邦則少将）の軽巡2隻（天龍、龍田）は、ウェーク島攻略部隊（指揮官梶岡定道第六水雷戦隊司令官）を編制し、ルオット島（クェゼリン環礁）を出撃、日本軍航空隊の空襲を受けるウェーク島へ向かった。
12月11日からの攻略戦では、生き残っていたF4F ワイルドキャット戦闘機4機と陸上砲台の反撃により2隻の駆逐艦（疾風、如月）を喪失し、追風・弥生・第33號哨戒艇・天龍・龍田・金剛丸・金龍丸等に若干の損傷と死傷者があった。
クェゼリン環礁への退却中、天龍は夕張に対し『貴部隊ニ対シ援助ヲ要スルコトアラバ知ラサレ度』と通信するが、応答はなかったという。12月13日、ウェーク島攻略部隊はルオットに戻る。
12月21日、ウェーク島第二次攻略部隊はルオットを出撃。
この第二次攻略作戦には、南雲機動部隊より派遣された第八戦隊（司令官阿部弘毅少将）重巡2隻（利根、筑摩）・第二航空戦隊（司令官山口多聞少将）空母2隻（蒼龍、飛龍）・第17駆逐隊（谷風、浦風）が航空支援をおこない、第六戦隊（司令官五藤存知少将）重巡4隻(青葉、衣笠、加古、古鷹） が陸上支援に加わった。
さらに、日本軍上陸部隊（海軍陸戦隊）には夕張副長田中光夫中佐がくわわり、連合陸戦隊を指揮することになった。
哨戒艇2隻擱座という激戦の末、ウェーク島のアメリカ軍は12月23日に降伏した。
12月29日、ウェーク島攻略部隊はルオットに戻る。
1942年（昭和17年）1月3日、第六水雷戦隊はトラック泊地に帰投した。
その後も第六水雷戦隊（夕張、第23駆逐隊《4月10日編入：菊月、夕月、卯月》、第29駆逐隊、第30駆逐隊）・第十八戦隊・第六戦隊はラバウル方面、ラエとサラモア、ブーゲンビル島、ポートモレスビーの各攻略作戦に参加した。
3月5日、第六水雷戦隊司令官（旗艦夕張）指揮下のラエ・サラモア攻略部隊（第六水雷戦隊《夕張、追風、朝凪、夕凪、睦月、弥生、望月》、津軽、特設巡洋艦5隻）、攻略戦支援部隊（第六戦隊、第十八戦隊、第23駆逐隊）はラバウルを出撃、東部ニューギニアに向かった。3月8日未明、攻略部隊はラエとサラモアを占領する。
3月10日、米空母機動部隊（レキシントン、ヨークタウン）艦載機の空襲により攻略部隊は大損害を受け、六水戦も夕張・朝凪・夕凪に損害があった。攻略各隊はラバウルに引き揚げ、3月17日附で解散した。トラック泊地に後退した夕張は、3月25日から4月10日まで修理をおこなった。
5月5日、ツラギ攻略作戦に従事中の駆逐艦菊月（第23駆逐隊）が空母ヨークタウンの艦載機に撃沈された。一方、夕張以下六水戦の大部分は5月7-8日の珊瑚海海戦にＭＯ攻略部隊として参戦した。ＭＯ攻略部隊全体の被害は限定的だったが、空母祥鳳の沈没、第五航空戦隊(翔鶴、瑞鶴)の消耗にともない、日本海軍はモレスビー攻略作戦を延期してナウル/オーシャン攻略作戦(ＲＹ作戦)を発動したが、のちに同作戦も延期されている。
夕張は5月19日にトラック泊地を出発、5月24日以降横須賀で整備・補給・休養を行った。なお5月25日附の第23駆逐隊解隊にともない夕月は第29駆逐隊に、卯月は第30駆逐隊に、それぞれ編入された。
1942年（昭和17年）6月中旬、ミッドウェー海戦の敗北により空母機動部隊の主力を失った日本海軍は、南方での連合国軍拠点攻略作戦を延期すると同時に、航空基地の強化と整備を行う必要に迫られる。母港での修理・整備を終えた第六戦隊重巡4隻、第十八戦隊軽巡2隻、第六水雷戦隊各艦はトラック泊地やラバウルへと進出。同時期に夕張もトラック泊地に到着した。
6月24日附で南洋諸島の航空基地確保・設営および強化を目的とした『SN作戦』が下令され、支援部隊（第六戦隊・第十八戦隊）、第一護衛隊（夕張、卯月、第29駆逐隊《追風、夕月》）、第二護衛隊（第30駆逐隊《睦月》）という兵力部署が決まる。6月下旬以降、第六水雷戦隊はガダルカナル島占領作戦に従事し、並行して同島飛行場建設をおこなう陸戦隊や基地設営隊輸送船の護衛をおこなった。

### 第二海上護衛隊
1942年（昭和17年）7月10日に第六水雷戦隊は解隊され、「夕張」は第二十九駆逐隊、第三十駆逐隊と共に第二海上護衛隊に編入された。

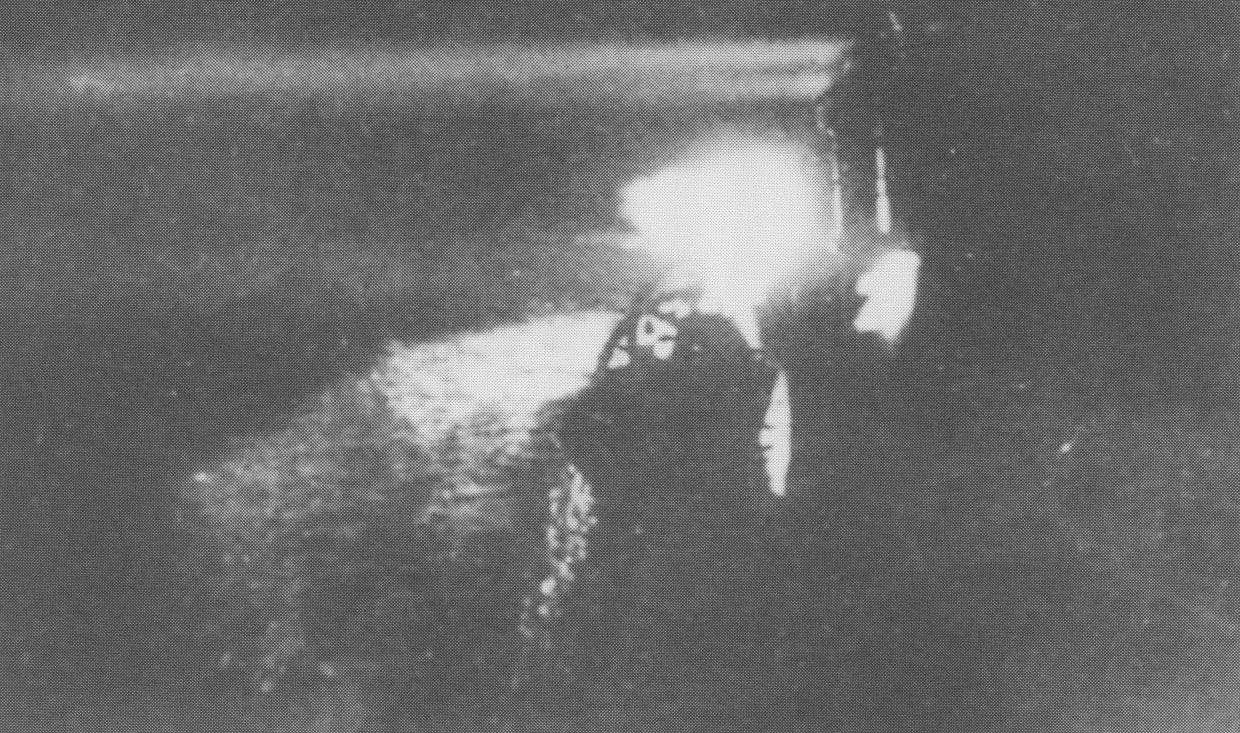
第一次ソロモン海戦で探照灯を海上に向ける夕張（1942年8月9日）

8月7日、アメリカ軍はウォッチタワー作戦を発動、ガダルカナル島とフロリダ諸島に上陸を開始してガダルカナル島の戦いが始まった。外南洋部隊指揮官三川軍一中将（第八艦隊司令長官）は旗艦/重巡鳥海、第六戦隊（青葉、加古、古鷹、衣笠）を率いてガダルカナル島ルンガ泊地への突入を企図する。このときラバウルにあった「夕張」、「夕凪」や第十八戦隊の「天龍」は旧式、訓練不足で足手まといと見られていたものの、第十八戦隊司令官などの要望を受けて作戦に参加することになったが、夜戦の邪魔にならないようにと後方に配置された。同日、「鳥海」、「天龍」、「夕張」、「夕凪」はラバウルを出撃し、ラバウル港外で第六戦隊と合流した。進撃中、「夕張」では機関でトラブルが発生した。まず復水器の腐蝕口からの海水混入により罐水の塩分濃度が上昇し、それによって湿潤蒸気がタービンに送り込まれたことでタービン1機が故障。中央機使用停止で2軸運転となったが、幸いにも艦隊に同行できるだけの速度（26ノット）は発揮できたため落伍はまぬがれた。
このように機関の不調を抱えながらであったが、8月8-9日の第一次ソロモン海戦において、夕張は連合国軍艦隊の撃破に貢献した。
戦闘中、重巡古鷹、軽巡天龍・夕張から砲撃されて損傷した米駆逐艦パターソンは、『最上型重巡洋艦、神通型軽巡洋艦、香取型練習巡洋艦と交戦』と報告している。夜戦でほとんど損害を受けなかった第八艦隊だが、ラバウル帰投の4隻（鳥海、天龍、夕張、夕凪）、カビエン帰投の第六戦隊（青葉、加古、衣笠、古鷹）に分離したあと、米潜水艦S-44の雷撃で重巡加古を喪失した。
夕張と第29駆逐隊は8月下旬までソロモン方面作戦に従事した。
ソロモン諸島での行動を終えた第二海上護衛隊各艦（夕張、追風、夕凪、夕月）は、8月下旬迄にトラック泊地へ到着（夕張は8月20日トラック帰着）。
続いて夕張と第29駆逐隊（追風、夕凪、夕月）はナウル島とオーシャン島攻略作戦に従事する。

9月9日、ウートロック見張所が敵襲を報じた。「夕張」と駆逐艦「夕月」がトラックから救援に向かったが、結局敵襲は誤認であろうということになった。
9月18日、2隻（夕張、夕月）はギルバート諸島掃蕩戦に従事、各隊と協力しアメリカ軍の情報通信網を掃蕩した。
9月25日から29日にかけて、夕張はトラック泊地からパラオに向かう輸送船3隻（妙高丸、良洋丸、立石丸）を護衛する。9月29日、夕張は輸送船3隻の護衛を駆逐艦白露（第27駆逐隊）に引き継いだ。
ソロモン諸島やニューギニア方面の戦局激化にともない中部太平洋方面の重要性が増し、第二海上護衛隊の任務も重大化した。
だが第二海上護衛隊は兵力微弱のため、他部隊からの応援を得て辛うじて護衛任務を遂行していた。
10月上旬、駆逐艦旗風（横須賀鎮守府警備駆逐艦）が第二海上護衛隊に臨時編入。
第二海上護衛隊（夕張、第29駆逐隊《追風、夕凪、朝凪、夕月》、浮島丸、長運丸）や他部隊応援艦（旗風、峯風等）は、トラック泊地やパラオを拠点として、中部太平洋各方面の船団護衛任務に従事した。
10月中旬、夕張はパラオからラバウルまで、沼兵団の輸送船4隻を護衛する。
10月21日、パラオ帰着。トラック泊地を経由して、10月31日タラワに到着。
3隻（夕張、夕凪、朝凪）はマーシャル方面防備隊に編入され（朝凪は中旬から）、タラワやヤルート方面で行動した。
12月1日、夕張は修理と整備のためヤルート環礁を出発。12月5日サイパンを経由し、内地に向かった。
12月9日、横須賀に帰投。以降は横須賀で修理・整備を実施した。
1943年（昭和18年）1月、2月、横須賀に所在。
3月22日、特設水上機母艦神川丸を護衛して横須賀を出撃し、3月28日トラック泊地に到着した。すぐに2隻（夕張、神川丸）はトラックを出港、4月1日ラバウル（ニューブリテン島）に到着した。

### 外南洋部隊
1943年（昭和18年）4月1日、帝国海軍戦時編制の発令により2隻（夕張、夕凪）は第四艦隊から除かれ、かわりに第十四戦隊（司令官伊藤賢三少将）の軽巡洋艦2隻（那珂、五十鈴）が第四艦隊（内南洋部隊）に編入された。
一方、第八艦隊からは軽巡龍田が除かれ、同艦隊に2隻（夕張、夕凪）が編入。第八艦隊司令長官直率の主隊（鳥海、青葉、夕張、天津風、谷風）となった。
4月3日、夕張は外南洋部隊増援部隊（指揮官は第三水雷戦隊司令官）附属となる。
夕張が最前線に進出した同時期、ラバウルやカビエン（ニューアイルランド島）は既に連合軍機の空襲に晒されており、カビエンで重巡青葉が大破着底、駆逐艦文月が中破している。
6月末、連合軍はレンドバ島（ニュージョージア諸島）に上陸を開始、ニュージョージア島の戦いが始まった（カートホイール作戦）。
連合軍反攻作戦開始時のラバウルには、外南洋部隊関係艦艇（主隊《新月、秋風》、増援部隊《夕張、望月、皐月、夕凪》）が所在だった。6月30日、第三水雷戦隊司令官秋山輝男少将（増援部隊指揮官）は秋月型駆逐艦5番艦「新月」に将旗を掲げ、増援部隊各艦を率いて出撃したが、会敵できなかった。
7月2日、秋山少将は突撃隊（新月《三水戦旗艦》、天霧、初雪、皐月、長月、望月）を率いてブイン（ブーゲンビル島）を出撃し、夕張艦長は陽動隊（夕張、夕凪、三日月）を率いてブインを出撃した。突撃隊は空襲と米軍魚雷艇の妨害により戦果をあげられず、陽動隊も適宜行動してブインに戻った（各艦とも損害なし）。
7月5日、夕張はショートランド泊地にて磁気機雷を左舷後部に被雷、推進器を損傷して作戦に参加できなくなる。このため、同日勃発したクラ湾夜戦に参加出来なかった（本海戦で新月と長月が沈没、新月沈没時に第三水雷戦隊司令官秋山輝男少将戦死）。
秋山少将の戦死により、7月7日附で伊集院松治大佐（当時、戦艦金剛艦長）が第三水雷戦隊司令官に任命された（旗艦川内。7月10日の着任まで、鳥海艦長有賀幸作大佐が増援部隊指揮官を代行）。
7月10日、夕張は第八艦隊附属となる。本艦は内地に戻り、7月30日から10月まで横須賀で修理をおこなった。
同年11月3日、夕張はラバウル（ニューブリテン島）に再進出する。同日、トラックよりラバウルに向かっていたＴ四号輸送部隊第二部隊（第十四戦隊《那珂、五十鈴》、第17駆逐隊《磯風、浦風》、輸送船《護国丸、清澄丸》）は、カビエン沖合で空襲を受け清澄丸が深刻な損害を受ける。
ラバウル所在の2隻（夕張、水無月）はカビエンに入泊し、部隊の救援および輸送物件の一部輸送を担当した。
11月5日、夕張（輸送人員搭載）はラバウルに到着。同日、アメリカ軍機動部隊（サラトガ、プリンストン）はラバウルに大空襲を敢行する（ラバウル空襲）。夕張は、機銃掃射により負傷者2名を出した。
11月6日夕刻から7日朝にかけて、3隻（夕張、時雨、水無月）はブカ島輸送を実施する。同日夕刻、2隻（夕張、水無月）でブカ島輸送を試みるが、米軍機の空襲により断念してラバウルに帰投した。
11月8日、伊集院松治第三水雷戦隊司令官（ブーゲンビル島沖海戦で三水戦旗艦川内沈没後、潜水艦に救助されラバウル帰投）は将旗を駆逐艦天霧から夕張に移揚した。
続いて11月11日の空襲でも機銃掃射により負傷者3名を出し、さらに11月14日にも空襲で負傷者が出た。水上艦艇の大部分はトラック泊地に引き揚げ、襲撃部隊の戦力は11隻（夕張、天霧、文月、水無月、卯月、夕凪、大波、巻波、長波《航行不能》、秋風、夕霧）となった。
11月下旬、第三水雷戦隊（夕張、巻波、天霧、卯月、夕凪）はニューブリテン島北方のガロペ島への輸送任務に従事。その3回目の際の11月24日夜、空襲を受けて至近弾により損傷した。
12月上旬は月明期のため夜間輸送が難しかったので、南東方面艦隊は4隻（夕張、文月、水無月、卯月）をトラック泊地に後退させることにした。ラバウル残留艦は3隻（天霧、秋風、夕凪）となったので、12月2日より三水戦司令官は将旗をラバウル陸上へ移した。
12月3日、夕張は駆逐艦3隻（第22駆逐隊《水無月、文月》、第31駆逐隊《長波》）を指揮してラバウルを出発、トラックへ向かった。
水無月は、11月11日のラバウル空襲で被弾・航行不能となっていた長波を曳航していた。3回程連合軍機と遭遇したが被害はなく、12月8日トラックへ着いた。
夕張は入渠のため日本本土に戻る。
12月14日、夕張艦長指揮下の2隻（夕張、五月雨）はトラック泊地を出発。12月19日、横須賀に到着した。
夕張航海中の12月16日、第三水雷戦隊司令官は伊集院少将から中川浩少将に交代した。

### 沈没
1944年（昭和19年）1月から3月上旬にかけて、夕張は横須賀海軍工廠で修理と整備をおこなう。この間、第三水雷戦隊は中部太平洋方面部隊に編入されていた。
3月3日、軍令部総長嶋田繁太郎大将は、大海指第346号により及川古志郎海上護衛総司令長官および古賀峯一連合艦隊司令長官に対し、内南洋諸島への緊急輸送作戦を発令した。
3月22日、夕張は東松三号船団の旗艦（船団部隊指揮官伊集院松治第一特設船団司令官）として東京湾を出撃する。
東松三号船団は、護衛艦10隻（旗艦《夕張》、駆逐艦《旗風、雷、玉波》、水雷艇《鴻》、海防艦《平戸、能美》、駆潜艇3隻）と加入船舶10隻という規模だった。
3月25日、駆潜艇54号がアメリカ潜水艦「ポラック」に撃沈される。
3月28日、パラオ行船団（玉波、平戸、能美、辰浦丸、乾安丸、富津丸、長白山丸、南洋丸、早﨑）を分離。残る船団は30日にサイパン到着する。ここで夕張は東松三号船団から外れ、復航は駆逐艦卯月（伊集院少将指揮）以下護衛艦6隻・加入船舶4隻で4月3日にサイパンを出港、横須賀に向かった（4月10日横須賀着）。
4月中旬、夕張はソンソル島への陸軍兵員と軍需品の輸送を命じられる。4月23日、輸送隊はサイパンを出港。4月25日、パラオ到着。
4月26日18時15分にパラオを出港し、4月27日早朝にソンソル島に到着。揚陸作業を完了後、午前9時以降には「夕月」とともにパラオに向けて出港した。19ノットで之の字運動にて航行中、10時1分にソンソル島南端の95度35海里のところでアメリカ潜水艦「ブルーギル」に発見された。ブルーギルは駆逐艦（「夕月」）を狙っていたが、軽巡洋艦（「夕張」）を発見して目標を変更。魚雷6本を発射し、3本の命中を確認した。実際は、1本が右舷第1缶室に命中し、1，2缶室および付近に浸水して区画満水となり、「夕張」は航行不能に陥った。排水作業と共に駆逐艦「五月雨」に曳航が命じられるが、「夕張」の排水量が大きくうまく曳航できずにいた。
翌4月28日、浸水区画が広がり沈み始めたため、「夕張」の生存者全員（第三水雷戦隊司令部含む）は「夕月」に移乗した。さらに曳航作業を続けたが午前10時15分、北緯5度38分東経131度45分の地点で艦首より沈没した。「夕張」の戦死者は19名であった。

## 年表
- 1922年6月5日 - 佐世保海軍工廠にて起工。
- 1923年3月5日 - 進水。
- 1923年7月31日 - 竣工。
- 1935年11月18日 - 第3艦隊に配備 日華事変(日中戦争)、華中作戦に参加。
- 1941年12月7日 - 開戦時は第4艦隊に所属し、太平洋戦争に参加 ウェーク島攻略戦などに参加。
- 1942年6月19日 - 横須賀を出港、トラックに配備し第一次ソロモン海戦等に参加。
- 1943年11月24日 - 輸送任務中にアメリカ軍機の攻撃を受け損傷、翌年修理並びに武装強化の改修が行われた。
- 1944年4月27日 - パラオ諸島南西で米潜水艦ブルーギルの雷撃で大破。4月28日、沈没。 
  - 6月10日 - 除籍

## 歴代艦長
※『艦長たちの軍艦史』pp. 169–171、『日本海軍史』第9巻・第10巻の「将官履歴」及び『官報』に基づく。

### 艤装員長
1. 杉浦正雄 大佐：1923年3月1日 - 1923年5月15日[266]

### 艦長
1. 杉浦正雄 大佐：1923年5月15日[266] - 1923年12月1日
2. 山口延一 大佐：1923年12月1日 - 1924年11月10日
3. 富岡愛次郎 中佐：1924年11月10日[267] - 1925年10月20日
4. 阿武清 大佐：1925年10月20日 - 1926年11月1日
5. 木田新平 大佐：1926年11月1日 - 1927年12月1日
6. 森田重房 大佐：1927年12月1日 - 1929年11月30日
7. 川名彪雄 大佐：1929年11月30日 - 1930年11月15日
8. 原精太郎 大佐：1930年11月15日 - 1931年12月1日
9. 斎藤二朗 大佐：1931年12月1日 - 1933年11月15日
10. 清宮弘 大佐：1933年11月15日 - 1934年11月15日
11. 醍醐忠重 大佐：1934年11月15日 - 1935年5月25日
12. 原田清一 大佐：1935年5月25日 - 1935年10月31日
13. 山本正夫 大佐：1935年10月31日 - 1936年12月1日
14. 広瀬末人 大佐：1936年12月1日 - 1937年11月25日[268]
15. 堀勇五郎 大佐：1937年11月25日[268] - 1938年7月20日[269]
16. 宮里秀徳 大佐：1938年7月20日 - 1938年12月15日[270]
17. 古宇田武郎 大佐：1938年12月15日 - 1939年11月1日[271]
18. (兼)鎌田道章 大佐：1939年11月1日 - 1939年11月15日
19. 江戸兵太郎 大佐：1939年11月15日 - 1940年11月1日
20. 阪匡身 大佐：1940年11月1日 - 1942年8月15日
21. 平井泰次 大佐：1942年8月15日 - 1943年5月3日
22. 舟木守衛 大佐：1943年5月3日 -
23. (兼)大江覧治 大佐：1944年1月20日 - 1944年2月20日
24. 奈良孝雄 大佐：1944年2月20日 -

## 公試成績
| 実施日        | 種類     | 排水量       | 回転数     | 出力       | 速力         | 場所                   | 備考           | 出典                    |
| ------------- | -------- | ------------ | ---------- | ---------- | ------------ | ---------------------- | -------------- | ----------------------- |
| 1923年6月29日 | 全力予行 | 3,495トン    | 400rpm     | 58,885馬力 | 34.619ノット | 三重沖(佐世保・長崎間) |                | [ 272 ]                 |
| 1923年7月5日  | 公試全力 | 3,468トン    | 409.7rpm   | 61,328馬力 | 34.784ノット | 甑列島                 | 密閉排気       | 大正12年公文備考巻22    |
| 1923年7月5日  | 公試全力 | 3,463.25トン | 409.870rpm | 61,336馬力 | 34.786ノット | 下甑島標柱間           | [ 速力注釈 1 ] | #海軍艦艇史2            |
| 1923年7月5日  | 公試全力 | 3,463トン    |            | 61,323馬力 | 34.786ノット | 甑列島                 | [ 速力注釈 1 ] | #JapaneseCruisers(1997) |